# Bonaventura Cavalieri
Pour les articles homonymes, voir Bonaventura et Cavalieri.
Bonaventura Francesco Cavalieri (en latin, Cavalerius) (né en 1598 à Milan et mort le 30 novembre 1647 à Bologne) est un mathématicien, géomètre, astronome et universitaire italien du XVIIe siècle connu pour le principe de Cavalieri.
Il est membre de l'ordre des jésuates.

## Biographie
Né dans le duché de Milan, Bonaventura Cavalieri étudie la théologie au monastère de San Gerolamo et la géométrie à l'université de Pise. Il publie onze livres dont le premier, en 1632. Il travaille sur les problèmes du système optique et du mouvement. Son travail astronomique et astrologique est demeuré marginal bien que son dernier livre, le Trattato della ruota planetaria perpetua (1646), leur soit consacré. Présenté à Galilée au travers de contacts universitaires et ecclésiastiques il lui écrit au moins 112 lettres. Celui-ci dit de Cavalieri : « peu ou nul, depuis Archimède, a vu aussi profondément dans la science de la géométrie. » Il se lia avec Galilée et obtint par sa recommandation une chaire de mathématiques à Bologne en 1629.
Il fait grand cas des découvertes de Fermat, ce dont témoignent ses lettres à Gianantonio Rocca (it). 
Il passe la plus grande partie de sa vie dans les souffrances de la goutte. Cavalieri créé la géométrie des indivisibles, dont Roberval lui dispute l'invention. Il construit une pompe hydraulique pour son monastère et publie des tables des notations, soulignant leur utilisation pratique dans les domaines de l'astronomie et de la géographie. Il est mort à l'université de Bologne.
Gilles-Gaston Granger mentionne Cavalieri aux côtés de Newton, Leibniz, Pascal, Wallis, MacLaurin, comme l'un de ceux qui, aux XVIIe et XVIIIe siècles, « redéfinissent l'objet mathématique ».

## Publications

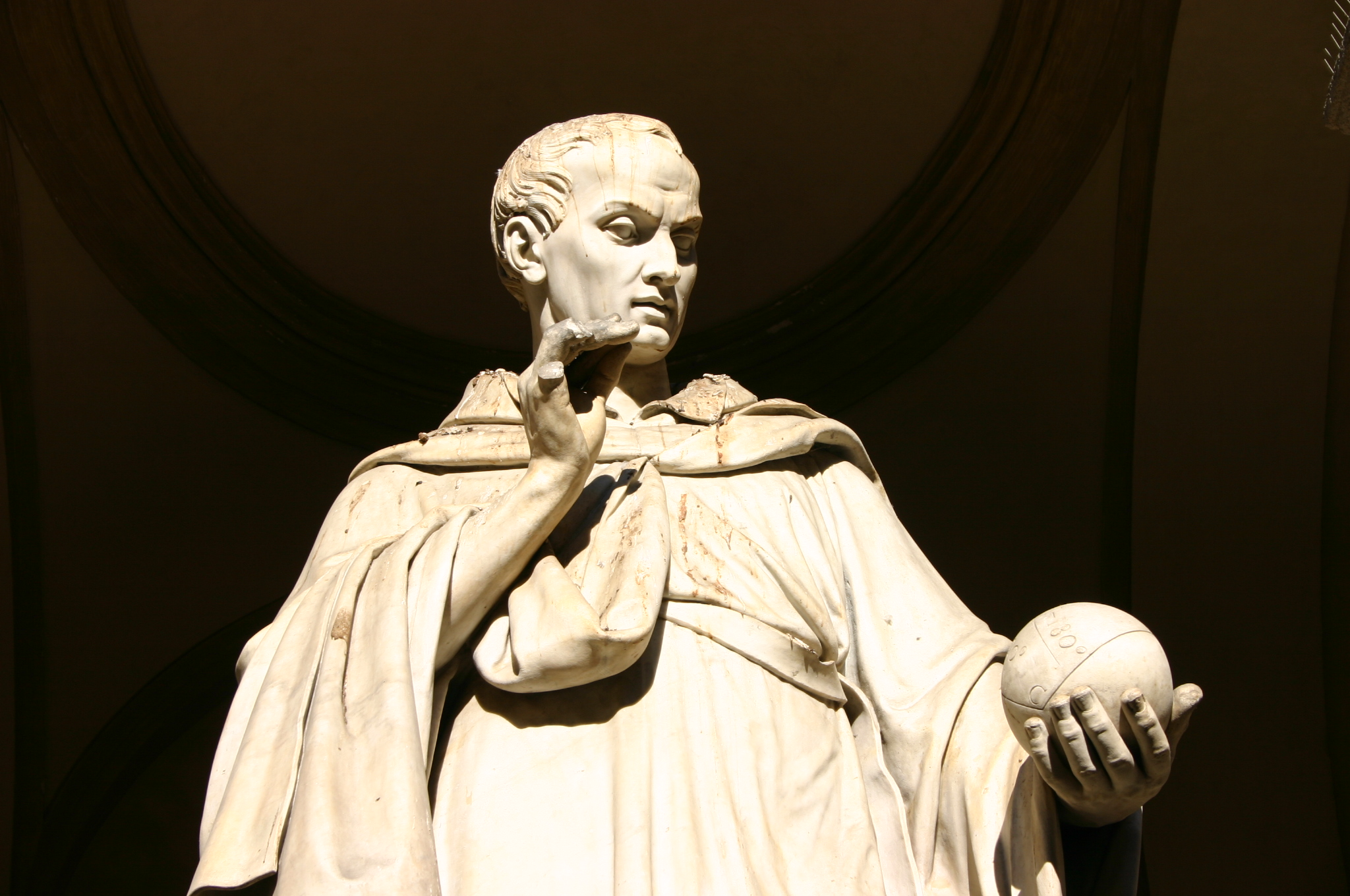
Statue de Bonaventura Cavalieri à Milan, sa ville natale.

- Geometria indivisibilibus continuorum nova quadam ratione promota, 1635
- Trigonometria plana, 1636
- Exercitationes geometricæ sex, 1647

## Hommages
- La formule de la quadrature de Cavalieri (en), dont il est l'auteur, porte aujourd'hui son nom.
- Le cratère lunaire Cavalerius est nommé en son honneur.
- Il y a à Milan un « institut professionnel » Bonaventura Cavalieri.
- L'astéroïde (18059) Cavalieri est nommé en son honneur[6].